# Romio Goliath
Romio Ricardo Goliath (ur. 13 września 1999) – namibijski zapaśnik walczący w stylu klasycznym. Zajął piąte miejsce na igrzyskach afrykańskich w 2023 i szóste w 2019. Zdobył srebrny medal na mistrzostwach Afryki w 2020 i brązowy w 2019, 2023 i 2024. Dziesiąty na igrzyskach wspólnoty narodów w 2022. Wicemistrz Afryki juniorów w 2018 roku.